# Cyclodictyon regnellii
Cyclodictyon regnellii là một loài rêu trong họ Pilotrichaceae. Loài này được (Müll. Hal. ex Ångstr.) Kuntze mô tả khoa học đầu tiên năm 1891.